# Sant Genís de Caraüll
Sant Genís de Caraüll, també anomenada Sant Genís Nou,  és una església neoclàssica de l'antiga quadra de Caraüll (actualment municipi de Muntanyola), inclosa a l'Inventari del Patrimoni Arquitectònic de Catalunya.

## Descripció
Església d'una sola nau i originàriament amb creuer. Els murs són de pedres irregulars i morter, conserva dos contraforts a les parets laterals exteriors.
A l'interior, la coberta és de volta de creueria enguixada. Sobre la porta d'entrada es conserva un cor elevat fet de fusta, les parets encara conserven restes de pintura.
La porta d'entrada està tapiada i s'ha enderrocat els murs que formaven la part dreta del creuer, actualment l'arc del creuer fa de porta a l'edifici, que s'utilitza com a garatge.

## Història
L'Església vella de Sant Genís de Caraüll (Sant Genís Vell), precedent d'aquesta, és a un altre edifici romànic del qual se'n conserven algunes restes, a 1 km de l'actual església.
Parròquia independent des del segle xi fins al xiii i sufragània d'Oristà des del segle xv. L'edifici actual és fruit d'una reconstrucció del segle xviii, com demostra la data de 1792 a la llinda de la porta d'entrada. No té culte des de 1936.